# Anapistula australia
Anapistula australia är en spindelart som beskrevs av Forster 1959. Anapistula australia ingår i släktet Anapistula och familjen Symphytognathidae.
Artens utbredningsområde är Queensland. Inga underarter finns listade i Catalogue of Life.